# Andrew Francis (aktor)
Andrew Michael Scott Francis (ur. 27 maja 1985 w Vancouver) – kanadyjski aktor filmowy, telewizyjny i głosowy. Podkładał głos m.in. pod Gila Nexdora w serialu animowanym Johnny Test oraz pod Icemana w serialu animowanym X-Men: Ewolucja.

## Wybrana filmografia
| Głos i dubbing       | Głos i dubbing                    | Głos i dubbing  | Głos i dubbing |
| Rok                  | Tytuł                             | Rola            | Uwagi          |
| -------------------- | --------------------------------- | --------------- | -------------- |
| 2012–2017, 2019      | My Little Pony: Przyjaźń to magia | Shining Armor   | Głos           |
| 2005–2014            | Johnny Test                       | Gil             | Głos           |
| 1999–2001            | Wyścigi NASCAR                    | Miles McCutchen | Głos           |
| 1997–1998, 2000–2003 | Dragon Ball Z                     | Dende           | Głos           |